# Edmond Audemars
Pour les articles homonymes, voir Audemars.
Edmond Audemars, né le 3 décembre 1882 au Brassus et mort le 4 août 1970 à Deauville, est un coureur cycliste, aviateur et entrepreneur suisse. Il est  un lointain cousin de Jules-Louis Audemars, qui a créé en 1881 avec Edward-Auguste Piguet la manufacture de haute horlogerie Audemars Piguet.

## Biographie
Successivement champion du monde amateur cycliste puis coureur motocycliste, il obtient son brevet de pilote en juin 1910 (brevet no 100) et travaille comme chef-pilote chez Louis Blériot ; à ce titre, il est le premier à réaliser le vol Paris-Berlin en deux jours en 1912 et Berlin-Paris en un jour en 1913 avec un aéroplane Morane-Saulnier et détient provisoirement le record de vol en altitude avec 6 600 m en 1915.

## Palmarès en cyclisme
- Copenhague 1903
  -  Champion du monde de demi-fond amateurs

## Aéronautique
Edmond Audemars participe à la Grande Semaine d'aviation de Rouen en juin 1910. Il pilote un monoplan Demoiselle Santos-Dumont à la 2e Grande Semaine d'aviation de la Champagne  en 1910.
Le 12 juillet 1913, il s'empare de la Coupe Batschari, en volant de Berlin à Paris en 10 heures, avec son monoplan Morane-Saulnier à moteur Gnome, à bougies Oléo et à hélice intégrale Chauvière : à lui la coupe de 2 000 marks et le prix de 10 000 marks.

## Décorations
- Chevalier de la Légion d'honneur (1922)
- Croix d'officier de l'ordre du Mérite

## Sources
- Gilbert Marion, « Audemars, Edmond » dans le Dictionnaire historique de la Suisse en ligne, version du 22 octobre 2001.
- Edmond AUDEMARS (1882-1970) : pilote Genevois au sommet de la compétition aérienne de 1910 à 1918